# Heeresflugabwehrtruppe

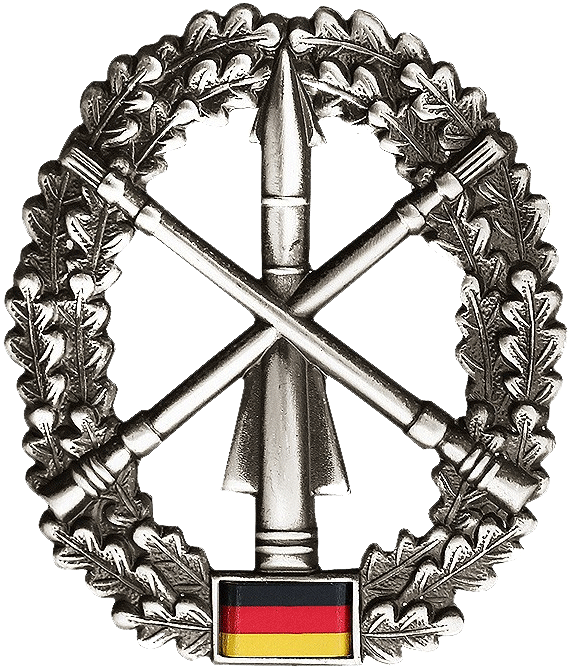
Barettabzeichen der Heeresflugabwehrtruppe (Flak-Rohre und Flugabwehrrakete in Eichenlaubkranz mit Bundesflagge)

Die Heeresflugabwehrtruppe war bis 2012 eine Truppengattung des Heeres der Bundeswehr und zählte zu den Kampfunterstützungstruppen. Ihre Aufgabe war die landgebundene Abwehr feindlicher Flugkörper im Nah- und Nächstbereich. Hauptwaffensysteme waren der Flugabwehrkanonenpanzer Gepard und das leichte Flugabwehrsystem Ozelot. Ab 2026 soll, zuerst am Standort Lüneburg, die Heeresflugabwehrtruppe neu aufgestellt werden. Die Luftverteidigung des Heeres wird als Erstbefähigung zunächst mit dem Flugabwehrsystem Skyranger 30 sowie zukünftig mit dem Flugabwehrpanzer Oerlikon Skyranger ausgestattet.

## Auftrag
Aufgabe der Heeresflugabwehr war es, die Kampftruppen bei ihren Operationen gegen feindliche Kräfte auf dem Gefechtsfeld – zumeist mittelbar – zu unterstützen und vor feindlicher Waffenwirkung zu bewahren. Neben Heerestruppen schützte die Truppe hochmobil Räume, Infrastruktur und Truppen anderer (Teil-)Streitkräfte oder militärischer Organisationsbereiche. Bekämpft wurden feindliche Flugziele im Nah- und Nächstbereich. Die Bekämpfung weiter entfernter Ziele war vorrangig Aufgabe der Luftwaffe. Zu den Flugzielen gehörten Flugzeuge, auch Drohnen, und feindliche Raketen. Ausdrücklich ausgenommen war die Bekämpfung von Tactical Ballistic Missiles. Im Notfall waren die Flugabwehrkanoneneinheiten in der Lage, mit ihrer Flak auch feindliche Bodentruppen zu bekämpfen. Zu unterscheiden von der Heeresflugabwehrtruppe und ihren Aufgaben war die Fliegerabwehr aller Truppen zu Lande, mit der sich jede Truppe vor feindlichen Luftfahrzeugen mit eigenen Mitteln und durch den Einsatz eigener Waffen schützt.
Die Heeresflugabwehrtruppe war grundsätzlich in die integrierte Luftverteidigung eingebunden, stellte die Unterstützungszellen Flugabwehr und Luftraumordnung und war an der Feststellung der Gesamtluftlage beteiligt. Die Heeresflugabwehrtruppe koordinierte die Luftraumnutzung durch die Landstreitkräfte und vertrat die Interessen des Heeres gegenüber anderen Luftraumnutzern. Dabei berücksichtigte es die Weisungen des zuständigen Luftverteidigungskommandeurs.
Die Aufgaben der Flugabwehrkanoneneinheiten und der leichten Flugabwehrraketeneinheiten unterschieden sich geringfügig:
- Die Flugabwehrkanoneneinheiten (mechanisierte Kräfte) schützten insbesondere die gepanzerten Kampftruppen und Artillerie sowie Einrichtungen und Anlagen, die für deren Operationsführung wichtig sind. Sie waren zum Joint- und Combined-Einsatz sowohl im Rahmen der integrierten Luftverteidigung als auch in Operationen verbundener Kräfte befähigt.
- Leichte Flugabwehrraketeneinheiten schützten vor allem Infanterie und luftbewegliche Truppen, ihre Einrichtungen sowie für deren Operationsführung wichtige Anlagen.

Im Rahmen der Transformation der Bundeswehr nahm die Bekämpfung durch asymmetrisch kämpfende Gegner an Bedeutung zu. Die Heeresflugabwehrtruppe war daher bis zuletzt beauftragt, ihre Fähigkeit zur Abwehr von ungelenkten Raketen, Artillerie- und Mörsergeschossen zu steigern.
Zur elektronischen Flugabwehr sind vier Bataillone beim Kommando Cyber- und Informationsraum angesiedelt.

## Geschichte

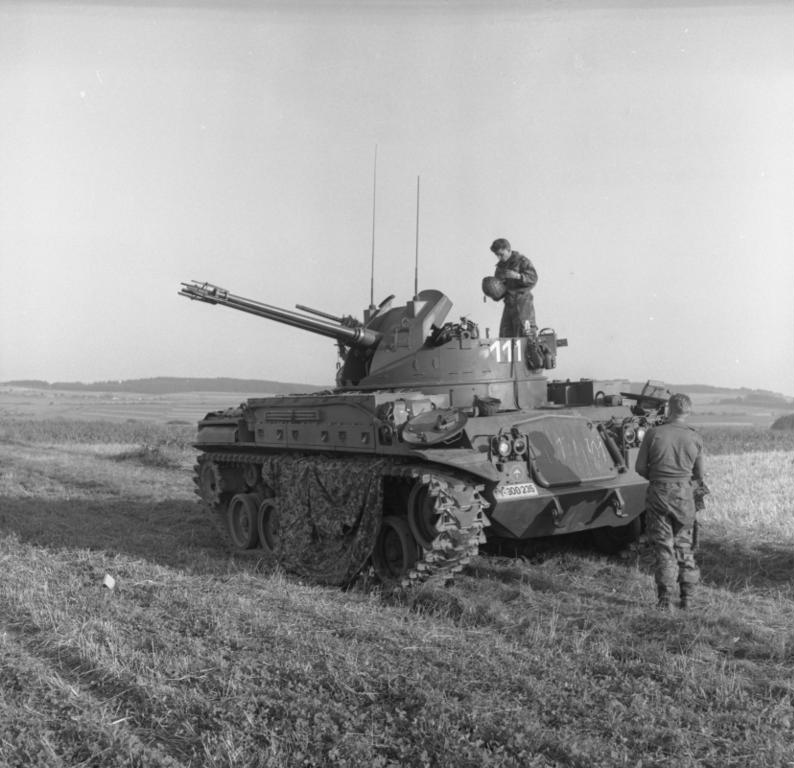
Flakpanzer M42 Duster mit 40-mm-Zwillingskanone (1958)

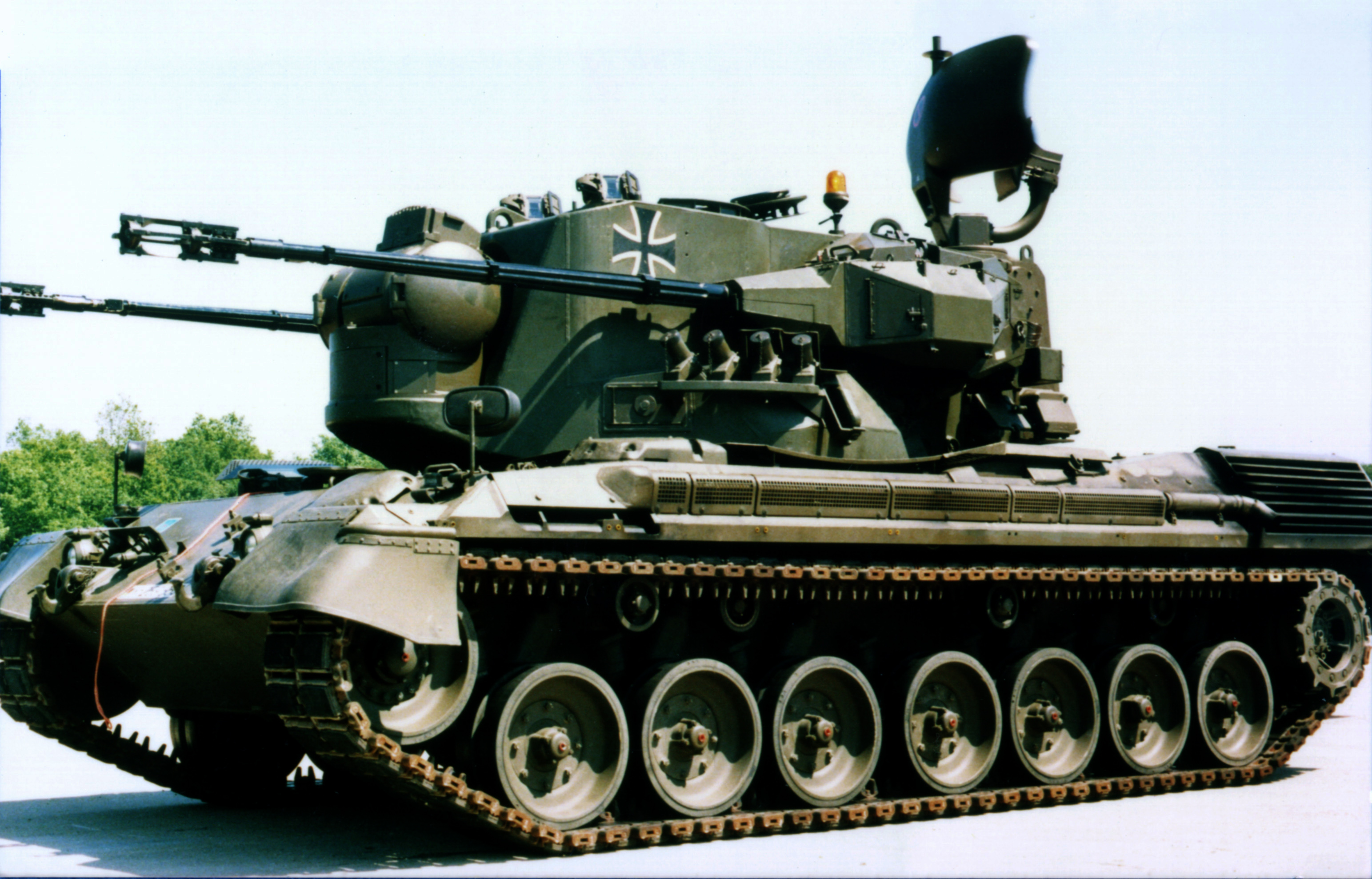
Flak-Panzer Gepard B2L

1956 begann die Aufstellung der Heeresflugabwehr des Heeres. Die Truppengattung wurde zunächst als Fla-Truppe bezeichnet, ihre Truppenschule in Rendsburg eingerichtet. 1957 wechselte die Truppe zur Luftwaffe. 1964 erfolgte die Rückkehr zum Heer. Zur Erstausstattung der Truppe zählten M16 als Waffenträger für M51 Vierlings-Geschütze. Diese Halbkettenfahrzeuge wurden bereits 1962 bei der Bundeswehr außer Dienst gestellt. Erster Flakpanzer der Truppe war der M42 Duster. Die M42 wurden bis 1979 ausgemustert. Ersatz war der Flugabwehrkanonenpanzer Gepard, der ab 1976 in die Truppe eingeführt wurde. Ergänzend konnte die Truppe lange Zeit auf Feldflugabwehrsysteme Flak 40 mm L/70 zurückgreifen. Seit den 1970er Jahren wurde das Flugabwehrsystem Roland in der Truppe eingeführt. Damit verfügte das Heer erstmals über Flugabwehrraketenpanzer; in der Luftwaffe wurden parallel die Flugabwehrwaffensysteme Patriot und HAWK verwendet.
Das Waffensystem Roland wurde 2005 außer Dienst gestellt. Das Waffensystem Gepard folgte 2010. Gründe waren die geänderten Bedürfnisse des Heeres und die hohen Kosten der Systeme. Die Luftwaffe wurde auf der Grundlage eines Beschlusses des militärischen Führungsrates ab 2011 alleinverantwortlich für die bodengebundene Luftverteidigung in der Bundeswehr. Die Heeresflugabwehrtruppe begann einhergehend mit ihrer Auflösung. Das neue Waffensystem MANTIS, das laut ursprünglichem Plan zunächst ab 2011 bei der Heeresflugabwehrtruppe eingeführt werden sollte, wurde daher bei der Luftwaffe eingeführt. Dazu wurde die Flugabwehrgruppe des Flugabwehrraketengeschwaders 1 „Schleswig-Holstein“ am 26. März 2011 in Husum als Truppenteil der Luftwaffe neu aufgestellt. Mit der Außerdienststellung der Heeresflugabwehrtruppe wurde auch das Leichte Flugabwehr System (LeFlaSys) Ozelot und das Luftraumüberwachungsradar LÜR an die Luftwaffe übergeben. Auf ihnen sind Fliegerfaust-2-Stinger-Raketen montiert. Die Heeresflugabwehrtruppe wurde am 12. März 2012 offiziell außer Dienst gestellt und die Truppenteile bis Ende 2012 vollständig aufgelöst.
Im April 2024 entschied der Inspekteur des Heeres, Alfons Mais, die Heeresflugabwehrtruppe bis 2028 neu aufzustellen. Hintergrund ist die veränderte Bedrohungslage nach dem Russischen Überfall auf die Ukraine. Hauptwaffensystem soll der Flugabwehrpanzer Oerlikon Skyranger werden. Erste Kräfte sollen in Lüneburg entstehen. Bei der Aufstellung und Ausbildung soll die Luftwaffe mit ihren Standorten in Husum und Todendorf unterstützen.

## Ausbildung
Zentrale Ausbildungsstätte und verantwortlich für die Weiterentwicklung der Truppengattung war das „Ausbildungszentrum Heeresflugabwehrtruppe“ in Munster. Die Schießausbildung fand an der Ostseeküste in Putlos und Todendorf (zuvor Außenstelle der Heeresflugabwehrschule) statt. Der Kommandeur des Ausbildungszentrums war zugleich General der Heeresflugabwehrtruppe. Der General der Heeresflugabwehrtruppe war in besonderem Maße für die Ausbildung und die Weiterentwicklung der Heeresflugabwehrtruppe verantwortlich.

## Organisation

### Einordnung
Die Heeresflugabwehrtruppe war eine Truppengattung im Heer der Bundeswehr. Die Heeresflugabwehrtruppe zählte zu den Kampfunterstützungstruppen des Heeres.
In der Bundeswehr war die Heeresflugabwehrtruppe als eigene Truppengattung nur im Heer bekannt. Andere Teilstreitkräfte besitzen oder besaßen eigene Kräfte zur Flugabwehr, teilen jedoch keine Truppengattungen ein. Besonders die Luftwaffe hat bereits eigene bodengestützte Kräfte zur Bekämpfung feindlicher Flugkörper in großer Höhe und verfügt nach den Beschlüssen zur Auflösung der Heeresflugabwehrtruppe auch über das ortsfeste Nächstbereichschutzsystem MANTIS, das vorrangig dem Schutz vor Beschuss eigener Einrichtungen dient. Die Luftwaffe fasst ihre Kräfte zur Flugabwehr im Dienstbereich Flugabwehrraketendienst zusammen. Die Heeresflugabwehrtruppe im Heer konnte nach Waffensystemen weiter unterteilt werden. Die mit Flugabwehrkanonen ausgerüsteten Teile der Heeresflugabwehrtruppe wurden auch als Flakartillerie (FlaK, Kurzform für Flugabwehrkanone) zusammengefasst. Historisch gesehen zählte die Flakartillerie zur Artillerie. In einigen Armeen werden Artillerie und Flakartillerie auch heute noch zusammengefasst. Bedingt sind weiterhin alle Truppengattungen des deutschen Heeres zur Flugabwehr befähigt (Fliegerabwehr aller Truppen).
Im deutschsprachigen Raum werden vergleichbare Truppengattungen als Fliegerabwehr (Österreichs Bundesheer) oder als Fliegerabwehrtruppen (Schweizer Armee) bezeichnet. Die Nationale Volksarmee der DDR bezeichnete die vergleichbare Waffengattung als Truppenluftabwehr (TLA).

### Truppenteile
Das Heer verfügte zuletzt über folgende aktive Truppenteile der Heeresflugabwehrtruppe:
| Bezeichnung                                | Bezeichnung                                           | Ort           | Großverband                    | Kräftekategorie | Status                |
| ------------------------------------------ | ----------------------------------------------------- | ------------- | ------------------------------ | --------------- | --------------------- |
| Internes Verbandsabzeichen                 | Flugabwehrlehrregiment 6                              | Lütjenburg    | 1. Panzerdivision              | Eingreifkräfte  | Im Mai 2012 aufgelöst |
| Internes Verbandsabzeichen                 | Luftlandeflugabwehrraketenbatterie 100                | Seedorf       | Division Spezielle Operationen | Eingreifkräfte  | Ende 2012 aufgelöst   |
| internes Verbandsabzeichen                 | Leichte Flugabwehrraketenlehrbatterie 610             | Todendorf     | 1. Panzerdivision              | Eingreifkräfte  | Im Mai 2012 aufgelöst |
| Internes Verbandsabzeichen Jägerregiment 1 | 8./Jägerregiment 1, leichte Flugabwehrraketenbatterie | Schwarzenborn | Luftbewegliche Brigade 1       | Eingreifkräfte  | Ende 2012 aufgelöst   |

Das Panzerflugabwehrkanonenbataillon 12 und die leichte Flugabwehrraketenbatterie 300 in Hardheim wurden bereits im Jahr 2010 aufgelöst. Das Personal wurde zur Aufstellung des Sicherungsbataillons 12 herangezogen und wechselte dadurch zur Jägertruppe. Einige der hierdurch frei werdenden Wiesel 2 Ozelot wurden der 8. Kompanie des Jägerregimentes 1 zugeteilt.
Mit Außerdienststellung des Waffensystems Gepard 1 A2 bis zum Ende des Jahres 2010 begann beim Flugabwehrlehrregiment 6 die Vorbereitung für den Betrieb des MANTIS. Dazu wurde eine neue Flugabwehrgruppe des Flugabwehrraketengeschwaders 1 „Schleswig-Holstein“ am 26. März 2011 in Husum als Truppenteil der Luftwaffe neu aufgestellt. Da das WaSys MANTIS ursprünglich für das Panzerflugabwehrkanonenbataillon 12 in Hardheim vorgesehen war, wurde die Ausbildung an MANTIS seit 2011 teils noch in Hardheim, aber bereits in Verantwortung der Luftwaffe durchgeführt. Bedienungspersonal für MANTIS wurde teils von Personal aus Hardheim herangezogen. Die geplanten zwei Exemplare des Waffensystems MANTIS wurden von der Luftwaffe Ende 2011 in Dienst gestellt. Das Flugabwehrlehrregiment 6 wurde aufgelöst.
Im Jahr 2012 wurde der Auftrag „Schutz von Landstreitkräften gegen Aufklärung und Bedrohung aus der Luft“ an die Luftwaffe übertragen. Die verbliebenen drei leichten Flugabwehrraketenbatterien der HFlaTr wurden im Laufe des Jahres 2012 aufgelöst und einige wenige Wiesel 2 Ozelot ebenfalls in die Flugabwehrgruppe des Flugabwehrraketengeschwaders 1 der Luftwaffe überführt, wo sie hauptsächlich die 3. Staffel bilden. Die 8. Kompanie des Jägerregimentes 1 (leichte Flugabwehrraketenbatterie) bestand zuletzt aus zwei Flugabwehrzügen mit Fliegerfäusten sowie einem ABC-Abwehrzug; bei der Auflösung der Batterie Ende 2012 wurde der ABC-Abwehrzug der 7. Kompanie (Pionierkompanie) unterstellt.

## Ausrüstung

### Hauptwaffensystem

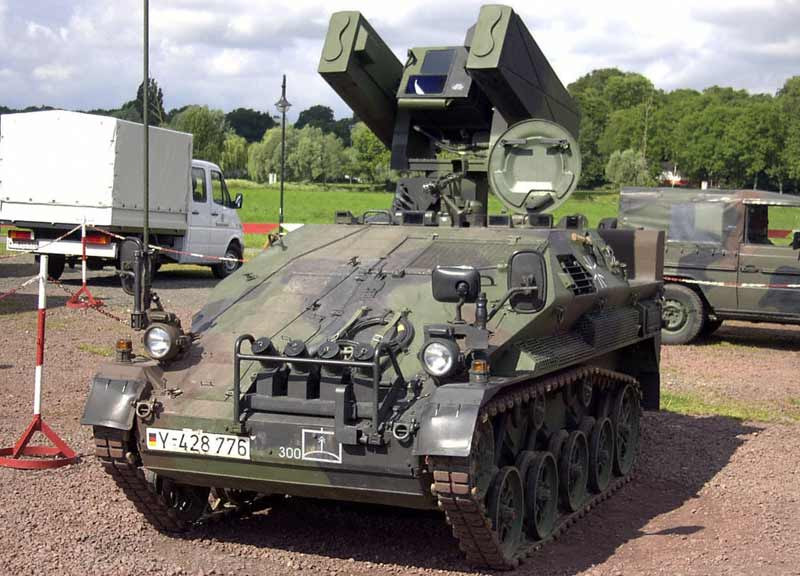
Wiesel 2 Waffenträger Ozelot

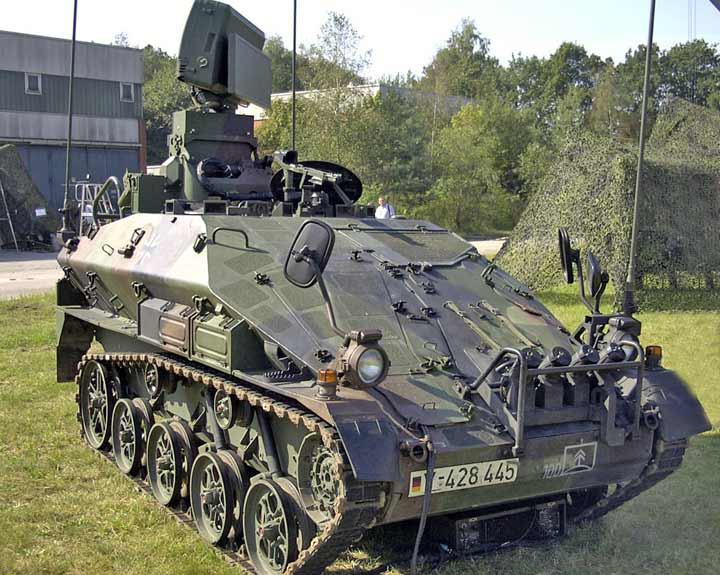
Aufklärungs-, Führungs- und Feuerleitwiesel

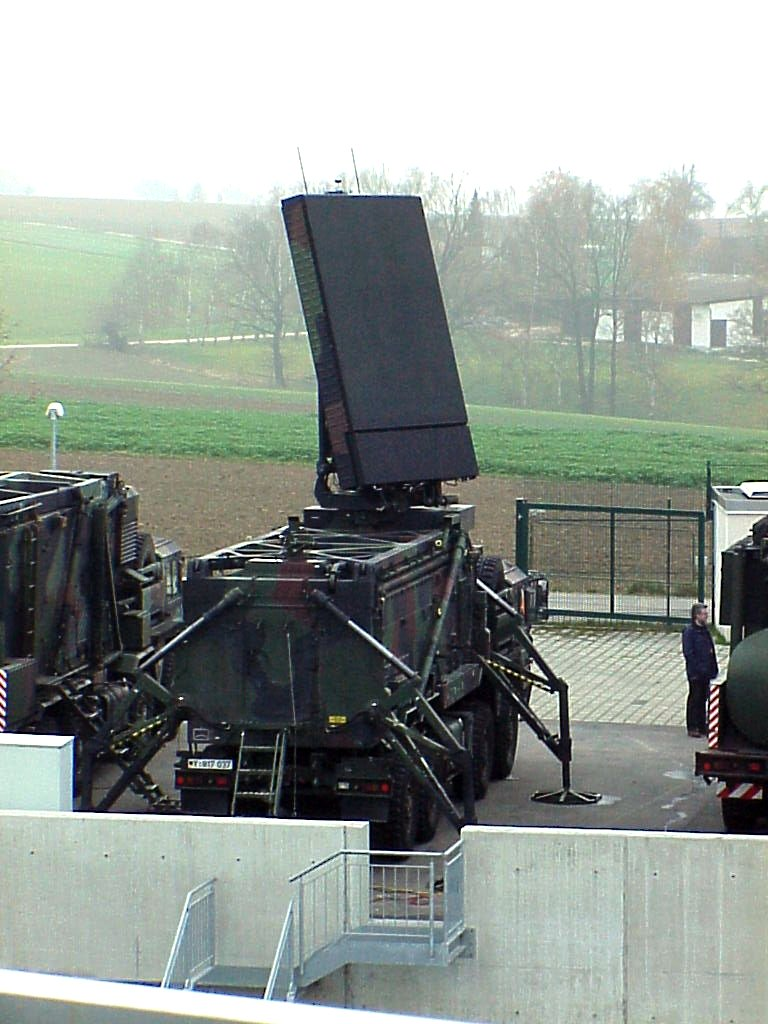
Luftraumüberwachungsradar mit noch nicht aufgerichtetem Antennenmast

Hauptwaffensystem der Heeresflugabwehrtruppe war der Flugabwehrkanonenpanzer Gepard und zuletzt das leichte Flugabwehr System Ozelot. Als Lenkflugkörper wurden vom Waffenträger Wiesel 2 Ozelot Flugabwehrraketen Stinger abgefeuert. Als Fliegerfäuste konnten die Stinger auch von der Schulter aus abgefeuert werden. Die Flugabwehraufklärungsbatterie verwendete als Aufklärungssystem vor allem Radarsensoren Luftraumüberwachungsradar, Nahbereichsradar sowie die Flugabwehraufklärungsschnittstellen Tiefflugbereich (FAST). Zur Ausstattung der Sicherungstrupps der Flugabwehraufklärungsbatterien gehörten ebenfalls Fliegerfäuste „Stinger“.
Aufklärungs- und Gefechtsführungssystem
Das Heeresflugabwehr-Aufklärungs- und Gefechtsführungssystem (HFlaAFüSys) war das Führungs- und Waffeneinsatzsystem der Heeresflugabwehrtruppe, es wird seit 2012 mit den vom Heer übernommenen Flugabwehr-Waffensystemen (leFlaSys, MANTIS, LÜR) in der Luftwaffe betrieben. Es unterstützt und beschleunigt die Informationsgewinnung, -übertragung und -verarbeitung, aktualisiert und vervollständigt das Luftlagebild. Es steigert damit die Wirksamkeit der Flugabwehrwaffen und erhöht die Sicherheit eigener Luftraumnutzer. Aufgaben im Einzelnen:
- Lückenlose und frühzeitige Aufklärung und Identifizierung der Luftraumnutzer in niedrigen und mittleren Flughöhen. Aufklärungsmittel (Sensoren) waren das Luftraumüberwachungsradar, das Nahbereichsradar sowie das Aufklärungs-, Führungs- und Feuerleitfahrzeug. Diese bildeten ein Aufklärungsnetz und liefern feuerleitfähige Luftlagedaten in Echtzeit für den Einsatz der Flugabwehrwaffen. Die örtliche Aufklärung des Luftraumes ergänzte die Flugabwehraufklärung. Hierbei übernahmen Heeresflugabwehrwaffen mit ihren Suchradargeräten oder Infrarotsuchgeräten (Infra-Red Search and Track) die Überwachung des Luftraumes.
- Übertragung der identifizierten Luftlage in Echtzeit an Feuerleitmittel und Flugabwehrwaffen sowie andere Nutzer
- Unterstützung von Maßnahmen der Elektronischen Kampfführung der Heeresflugabwehrtruppe
- Sicherstellung der zentralen Feuerleitung auf Batterie- und Zugebene
- Sicherstellung des Luftlagedatenaustausches und des Zusammenwirkens mit alliierten Flugabwehrkräften und der integrierten Luftverteidigung über entsprechende Schnittstellen, insbesondere mittels FAST.

### Uniform
Die Waffenfarbe der Heeresflugabwehrtruppe, gezeigt beispielsweise als Farbe der Litzen und Kragenspiegel, war Korallenrot, ebenso die Farbe des Baretts. Dessen Abzeichen zeigte zwei vom Eichenkranz eingefasste, gekreuzte Kanonenrohre. Das Barettabzeichen der Heeresflugabwehrtruppe stellte die beiden Hauptwaffen der Heeresflugabwehr dar. Die beiden gekreuzten Rohre standen für die Zwillingsgeschütze, wie sie auf den Waffensystemen M42 Duster und dem Gepard eingesetzt wurden. Die Rakete stilisierte Flugabwehrraketen, wie sie zum Beispiel bei den Waffensystemen Hawk und Roland in der Bundeswehr eingesetzt wurden.

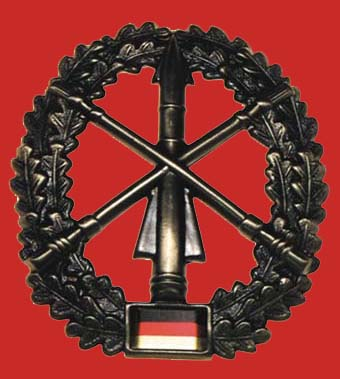
Barettfarbe und -abzeichen
Kragenspiegel

### Taktisches Zeichen
Das taktische Zeichen der Heeresflugabwehrtruppe sowie aller Flugabwehrtruppen der NATO zeigte in seiner Grundform einen nach unten geöffneten Halbbogen. Der Halbbogen ist der sogenannte „Fla-Himmel“, der den Himmel symbolisiert und im internen Abzeichen vieler Verbände dieser Truppengattung zu finden war. Ergänzt wurde dieses Symbol bei Flugabwehrraketeneinheiten gegebenenfalls durch einen nach oben zeigenden Pfeil mit einem zweiten Winkel (zweite Pfeilspitze), der sich über dem Halbbogen befand, oder bei Flugabwehrkanoneneinheiten um zwei Punkte unterhalb des Fla-Himmels, der die Rohre der Flak stilisierte.

Taktisches Zeichen Flugabwehr, Grundform

## Dienstgradbezeichnungen
Niedrigster Dienstgrad in den Truppenteilen der Heeresflugabwehrtruppe ebenso wie (bis heute) in einigen anderen Truppengattungen des Heeres und beim Flugabwehrraketengeschwader 1 der Luftwaffe war der Kanonier. Er entspricht dem Dienstgrad Jäger, Funker, Panzergrenadier usw. (→ vgl. hier) anderer Truppengattungen. Die übrigen Dienstgrade entsprechen den allgemeinen Dienstgraden der Bundeswehr.
| Mannschaftsdienstgrad |          |                    |
| Niedrigerer Dienstgrad |          | Höherer Dienstgrad |
| - | Kanonier | Gefreiter          |
| Dienstgradgruppe: Mannschaften – Unteroffiziere o.P. – Unteroffiziere m.P. – Leutnante – Hauptleute – Stabsoffiziere – Generale |          |                    |

## Beschreibung einzelner bis zuletzt aktiver Verbände

### Ausbildungszentrum Heeresflugabwehrtruppe

Internes Verbandsabzeichen Ausbildungszentrum Heeresflugabwehrtruppe

Das aus der Heeresflugabwehrschule hervorgegangene Ausbildungszentrum Heeresflugabwehrtruppe in Munster war dem Ausbildungszentrum Munster unterstellt. Am Ausbildungszentrum wurden alle Offiziere, Feldwebel und Unteroffiziere der Truppengattung ausgebildet, als auch Soldaten aller Teilstreitkräfte im Bereich der Fliegerabwehr. Die praktische Schießausbildung mit dem Flugabwehrkanonenpanzer Gepard 1 A2, dem leichten Flugabwehrsystem, den Fliegerfäusten und den Fliegerabwehrwaffen wurde auf dem Flugabwehrschießplatz Todendorf durchgeführt. Der Flugabwehrschießplatz Todendorf bot dem Ausbildungsstützpunkt Flugabwehr/Fliegerabwehr auf sechs Schießbahnen mit jeweils bis zu 14 Stellungen, die unmittelbar an der Küstenlinie lagen, die Voraussetzungen für Flug- und Fliegerabwehrschießen. Auf dem benachbarten Truppenübungsplatz Putlos fand, aufbauend auf dem Schulschießen auf Flugziele, das Erdzielschießen und das Gefechtsschießen auf Flug- und Erdziele im Rahmen von taktischen Lagen statt.

### Flugabwehrlehrregiment 6
Das Flugabwehrlehrregiment 6 in Lütjenburg war der 1. Panzerdivision (Bundeswehr) unterstellt.

### Luftlandeflugabwehrraketenbatterie 100

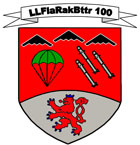
Internes Verbandsabzeichen Luftlandeflugabwehrraketenbatterie 100

Die Luftlandeflugabwehrraketenbatterie 100 in Seedorf war der Division Spezielle Operationen als Divisionstruppe unterstellt.
Auftrag
Die Luftlandeflugabwehrraketenbatterie 100 schützte Truppen, vor allem Infanterie und luftbewegliche Kräfte und deren Einrichtungen sowie Anlagen gegen Angriffe und Aufklärung aus der Luft. Sie konnte auch ohne Bindung an Truppen oder Objekte eingesetzt werden.
Gliederung
- Batterieführung
- 3 Luftlandeflugabwehrraketenzüge mit jeweils einem Aufklärungstrupp, einem Erkundungstrupp und fünf Luftlandeflugabwehrraketengruppen
- 1 Fernmeldegruppe mit einem HF-Trupp und einem Feldkabeltrupp
- 2 Sanitätstrupps
- 1 Versorgungsgruppe
- 1 Transportgruppe
- 1 Instandsetzungszug
- Unterstützungszelle Flugabwehr und Unterstützungszelle Luftraumordnung
- 1 Verbindungstrupp mit dem FAST-Trupp (FAST=Flugabwehraufklärungsschnittstelle Tiefflugbereich)

### Leichte Flugabwehrraketenlehrbatterie 610

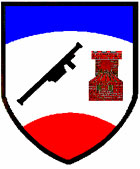
Internes Verbandsabzeichen Leichte Flugabwehrraketenlehrbatterie 610

Die Leichte Flugabwehrraketenlehrbatterie 610 in Todendorf war als Divisionstruppe der 1. Panzerdivision unterstellt.
Auftrag
Die leichte Flugabwehrraketenlehrbatterie 610 schützte sowohl Landstreitkräfte (insbesondere leichte Kräfte und bei Luftlandungen) als auch Objekte anderer Streitkräftekomponenten als auch zivile Anlagen und Einrichtungen im Rahmen des gesamten Aufgabenspektrum des Heeres.
Gliederung
- Batterieführungsgruppe
- 1. leichter Flugabwehrraketenzug
- 2. leichter Flugabwehrraketenzug
- 3. leichter Flugabwehrraketenzug
- Instandsetzungszug
- Versorgungsgruppe
- Fernmeldegruppe

### Leichte Flugabwehrraketenbatterie (8./JgRgt 1)
Die Leichte Flugabwehrraketenbatterie (leFlaRakBttr) in Schwarzenborn war die 8. Batterie des Jägerregiments 1 der Luftbeweglichen Brigade.
Auftrag
Die Leichte Flugabwehrraketenbatterie war auf den luftgestützten Einsatz ausgerichtet. Sie unterstützte die Operationen der verbundenen Bodenkräfte der Jäger- und Heeresfliegertruppe der Brigade im Rahmen von maximal zwei mittleren, auch dislozierten, oder einer der gemischten Luftkampfverbände der Luftbeweglichen Brigade 1. Die Leichte Flugabwehrraketenbatterie des Jägerregiments 1 operierte nach den Einsatzgrundsätzen der Jägertruppe. Gleichzeitig war sie wie die Infanterie vollbeweglich und lufttransportfähig.